# 캐나다의 행정 구역
다음은 캐나다의 행정 구역에 관한 서술이다. 캐나다는 10개의 주와 3개의 준주로 나뉜다. 퀘벡주는 도시별로 자치구(borough)가 있다.